# Bronisław Trzaskowski
Bronisław Trzaskowski h. Trzaska (ur. 21 września 1824 w Dobrkowie, zm. 19 października 1906 w Krakowie) – polski pedagog, językoznawca, badacz języka polskiego.

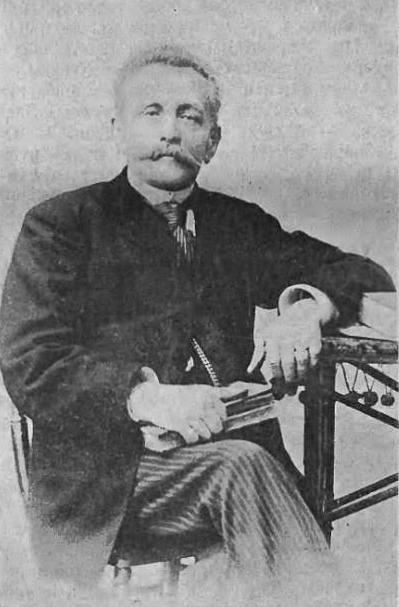
Bronisław Trzaskowski

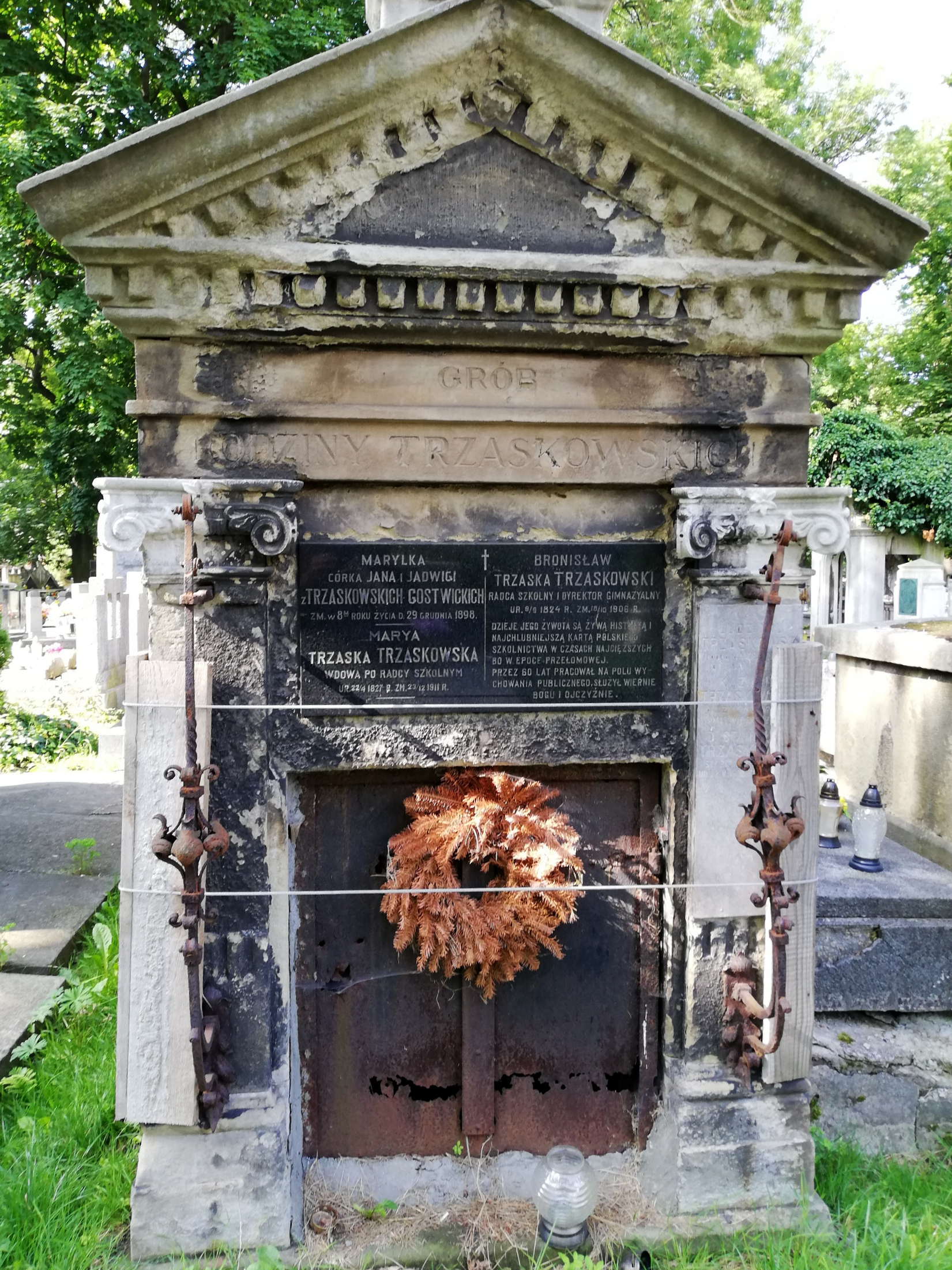
Grobowiec Trzaskowskich

## Życiorys
Urodził się 21 września 1824 w Dobrkowie. Od 1836 do 1841 kształcił się w gimnazjum jezuickim w Nowym Sączu, od 1842 do 1843 w kolegium jezuickim w Tarnopolu. W latach 1842–1848 studiował filozofię we Lwowie, po czym wstąpił do zakonu jezuitów. Niedługo później opuścił zakon i został nauczycielem, uzyskując uprawnienia w 1851. Od 1849 pracował w Gimnazjum w Tarnowie, od 1856 w Gimnazjum św. Anny w Krakowie, od 1858 Gimnazjum Komunalnego w Drohobyczu, od listopada 1861 w Gimnazjum w Rzeszowie, od 1868 w Gimnazjum Akademickim we Lwowie. Od 1871 do 1891 był dyrektorem I C. K. Wyższego Gimnazjum w Tarnowie. Po odejściu ze stanowiska w Tarnowie osiadł w Krakowie. Tam został współzałożycielem (obok Napoleona Cybulskiego i Odona Bujwida) oraz dyrektorem prywatnego I Gimnazjum Żeńskiego w Krakowie przy ulicy Wolskiej.
Był współzałożycielem Polskiego Towarzystwa Pedagogicznego w Galicji w 1868, został redaktorem organu prasowego „Szkoła” (1869–1871). W 1884 wybrany na pierwszego prezesa Towarzystwa Gimnastycznego „Sokół” w Tarnowie. W latach 70., 80., 90. XIX w. był członkiem rady powiatowej w Tarnowie. Był prezesem Tarnowskiego Koła Towarzystwa Nauczycieli Szkół Wyższych.
Otrzymał tytuł honorowego obywatela Tarnowa. Zmarł 19 października 1906 w Krakowie. Został pochowany w grobowcu rodzinnym na cmentarzu Rakowickim w Krakowie.
12 czerwca 1909 w westybulu gmachu gimnazjum tarnowskiego odsłonięto tablicę upamiętniającą Bronisława Trzaskowskiego.

## Życie prywatne
Bronisław Trzaskowski był wnukiem pochodzącego z ziemi kaliskiej Melchiora, synem Rafała (oficer 3 pułku ułanów, osiadły w Galicji, dzierżawca Dobrkowa) i Balbiny z domu Piaseckiej. Jego brat Antoni zginął w powstaniu styczniowym 1863.
16 września 1851 ożenił się Marią Petri, córką Ludwika Petriego (późniejszego dyrektora gimnazjum tarnowskiego). Ich dzieci to: Ludzimił (c.k. urzędnik samorządowy), Stanisław (ur. 1867, c.k. urzędnik sądowy), Wanda (po mężu Janiszewska), Jadwiga (po mężu Gostwicka), Maria wzgl. Bronisława (żona dr. Tadeusza Józefczyka, lekarza pułkowego 17 pułku piechoty Obrony Krajowej w Nowym Sączu). Jego wnukiem był Andrzej Trzaskowski, a prawnukiem jest Rafał Trzaskowski.

## Publikacje
- Gramatyka języka polskiego na podstawie fizyjologicznej, porównawczej i historycznej. Cz. 1, Głoskownia (1861)
- Pisownia polska (1862)
- Głoskownia języka polskiego (1862)
- Stanowisko filologji słowiańskiej w dziedzinie badań językowych (1864)
- Nauka o pierwiastkach i źródłosłowach języka polskiego ze stanowiska porównawczej gramatyki (1865)
- Rys dziejów gimnazyum Tarnowskiego (1878)
- W sprawie pisowni polskiej (1881)
- Organisations-Entwurf der österreichischen Einheitsmittelschulen. Auf Grundlage und unter Text-benützung des Entwurfs der Organisation der Gymnasien vom Jahre 1849 (1893, współautorzy: Karol Kunz, Jan Pawlica)
- Szkice pedagogiczne (1895)
- 170 pytań pedagogicznych w sprawie szkoły polskiej (1907)